# Li Zhensheng
Li Zhensheng est un photographe de presse chinois, né le 22 septembre 1940 à Dalian (province du Liaoning) et mort le 23 juin 2020 à New York.
Il est connu pour ses photos prises au cours de la révolution culturelle chinoise, et publiées en 2003 sous le titre :Le Petit Livre rouge d'un photographe chinois.

## Biographie
Issu d'une famille modeste du nord-est de la Chine, orphelin de mère à l'âge de trois ans, Li Zhensheng est élevé par son père, qui, le dimanche, l'emmène voir des films soviétiques qui lui donneront le goût de l'image. Plus tard, il peut suivre une formation de photographe.
En 1963, il est engagé comme photographe par le Quotidien du Heilongjiang à Harbin. Mais, comme artiste et intellectuel, il est envoyé deux ans en rééducation à la campagne. Quelques mois avant le déclenchement de la révolution culturelle, il revient à Harbin et reprend son travail dans le même journal
Pendant la révolution culturelle, il comprend que le seul moyen de pouvoir photographier librement est de porter le brassard rouge des gardes rouges et de participer au mouvement, ce qui ne l'empêche pas de faire lui-même l'objet d'un procès et d'être à nouveau envoyé à la campagne en 1969, où il est soumis à un régime très dur pendant deux ans.
En 1971-1972, Li Zhensheng peut revenir au journal et devient responsable du département de photographie. Par la suite, en 1982, il est nommé professeur à l'université de Pékin. En 1989, il prend beaucoup de clichés des manifestations de la place Tian'anmen, qui n'ont pas encore fait l'objet d'une publication.
Pendant la période qui va de son entrée au Quotidien du Heilongjiang en 1963 à la fin de la révolution culturelle en 1976, Li Zhensheng a pris environ 120 000 photos. Beaucoup de ces photos le mettaient en danger, car elles transgressaient les instructions reçues, qui étaient de ne montrer que les aspects « positifs » de la Révolution, telles que la foule acclamant le nom du président Mao, et non les atrocités commises. Il détruisit une partie des photos et cacha les autres sous le plancher de son logement, sans être découvert.

### Publication des photos de la révolution culturelle
En mars 1988, Li Zhensheng est autorisé à présenter une vingtaine de photographies lors d'une exposition qui se tient à Pékin. Il rencontre Robert Pledge, qui est le directeur, à New York, de l'agence Contact Press Images ; la publication d'un livre est envisagée. 
Les manifestations de la place Tian'anmen en 1989 et la répression qui suit conduisent à différer le projet. C'est seulement en 1999 que le projet commence à prendre corps : Robert Pledge, assisté de Jacques Menasche, choisit 300 photos parmi les 30 000 environ que Li Zhensheng a envoyées. Le volume paraît sous le titre Red-Color News Soldier (traduction de la formule chinoise qui figurait sur le brassard qu'il portait pendant la révolution culturelle). Il a été publié en France en 2003 sous le titre Le Petit Livre rouge d'un photographe chinois.
Une exposition de ses photographies a eu lieu à l'Hôtel de Sully de juin à septembre 2003.
Li Zhensheng meurt le 23 juin 2020 à New York, à l’âge de 79 ans.

## Récompenses
- 1987 : Grand prix au concours photo Association nationale de la presse chinoise[7].
- 2013 : Lucie Awards[8].

### Sources
- Olivier Pascal-Moussellard, « Chine : la Révolution en négatif », in Télérama, no 2789, 2003, p. 14–20